# Andrzejewo (Litwa)
Andrzejewo (lit. Endriejevas) – miasteczko na Litwie, położone w okręgu kłajpedzkim, w rejonie kłajpedzkim. Liczy 718 mieszkańców (2001). W 1780 Andrzej Racewicz wzniósł tutaj drewniany kościół pw. św. Andrzeja.